# Herzog Blaubarts Burg
Herzog Blaubarts Burg è un mediometraggio del 1963 diretto da Michael Powell.

## Trama
È la trasposizione cinematografica dell'opera lirica Il castello di Barbablù di Béla Bartók.